# Three Lions
Three Lions, también conocida como Three Lions (Football's Coming Home), es una canción de la banda británica The Lightning Seeds, en colaboración con los cómicos David Baddiel y Frank Skinner. El tema fue publicado con motivo de la Eurocopa 1996 organizada en Inglaterra para apoyar a la selección inglesa de fútbol.
El título hace referencia al escudo de la camiseta de Inglaterra, los tres leones azules del emblema de la Asociación Inglesa de Fútbol, que están inspirados a su vez en el escudo de armas de Inglaterra. Por otro lado, en el estribillo y en los coros se repite la frase It's coming home, Football's Coming Home (lit: «vuelve a casa, el fútbol vuelve a casa»), basada en el lema oficial de la Eurocopa, que evoca los orígenes británicos de este deporte. A diferencia de otras canciones sobre fútbol, Three Lions menciona los malos resultados de Inglaterra para desear un triunfo similar al que obtuvo en la Copa Mundial de 1966.
Three Lions alcanzó el primer puesto en las listas británicas tanto en 1996 como en la versión para la Copa Mundial de 1998, que tuvo cambios en la letra. Esto le convierte en una de las tres canciones que ha sido número uno en Reino Unido con dos letras distintas. La canción ha sido descrita como un himno no oficial de la selección inglesa, y sus aficionados la han asumido como un cántico de grada.

## Historia
El compositor Ian Broudie, líder y vocalista de The Lightning Seeds, hizo la canción por encargo de la Asociación Inglesa de Fútbol para apoyar a la selección de Inglaterra en la Eurocopa 1996, organizada en ese mismo país. Los ingleses tienen la tradición de publicar canciones oficiales de apoyo a su selección, algunas de ellas tan conocidas como World in Motion de New Order. Broudie compuso la melodía pensando en un cántico de grada y llamó a dos humoristas, David Baddiel y Frank Skinner, para que escribiesen la letra. El dúo presentaba en aquel momento el programa satírico Fantasy Football League en BBC Two.
La selección de Inglaterra no había ganado un título desde la Copa Mundial de 1966 y acumulaba un abultado historial de malos resultados, por lo que muchos aficionados ingleses daban por descontado que su equipo no llegaría lejos. A Broudie le gustaba ese planteamiento porque no se había usado antes y, en su opinión, lo normal para un hincha es identificarse con la derrota. Teniendo en cuenta que la Eurocopa se organizaría en Inglaterra, igual que el Mundial de 1966, Baddiel y Skinner escribieron una letra que reconocía el mal desempeño, y a la vez se ilusionaba en el estribillo por ganar tres décadas después:

Three lions on a shirt / Jules Rimet still gleaming / Thirty years of hurt / never stopped me dreaming
 
Tres leones en la camiseta / (la Copa) Jules Rimet sigue brillando / Treinta años de dolor / no impiden que siga soñando

La versión para la Eurocopa 1996 incluye referencias a leyendas del fútbol inglés: Bobby Moore, Gary Lineker, Bobby Charlton y el baile de Nobby Stiles con la Copa del Mundo. Al inicio suena un sample de aficionados que Broudie había grabado en Anfield, en un partido entre el Liverpool y el Brøndby de la Copa de la UEFA 1995-96. Además se insertaron fragmentos de narraciones históricas de la selección. Los intérpretes son Broudie, Baddiel y Skinner; aunque la Asociación de Fútbol propuso que los jugadores también cantaran, Broudie rechazó esa propuesta. El tema fue publicado como sencillo en mayo de 1996 y también se incluyó en el disco oficial de la Eurocopa, The Beautiful Game.
La Asociación de Fútbol volvió a pedir a Broudie que usase Three Lions para Copa Mundial de 1998, por lo que el trío de compositores hizo una nueva letra que mencionaba la derrota en la Eurocopa. Las referencias de Three Lions '98 estaban dedicadas ahora a estrellas inglesas del momento: Paul Ince, Paul Gascoigne, Alan Shearer y Stuart Pearce. Además, Broudie incluyó el cántico de grada del Three Lions al comienzo de la canción. La versión de 1998 obtuvo también el número 1 en la lista de éxitos británica.
En 2010 hubo una reedición de Three Lions que fue interpretada por el trío original, Robbie Williams y Russell Brand sobre una base orquestal producida por Trevor Horn.

## Recepción
El lanzamiento de Three Lions en mayo de 1996 fue líder de ventas en el Reino Unido y coincidió con la etapa dorada del britpop, por lo que tuvo recorrido internacional. Los aficionados de Inglaterra terminaron convirtiendo el It's coming home, Football's Coming Home en uno de sus cánticos de grada, que les acompañó a lo largo del torneo hasta su eliminación en semifinales contra Alemania —la eventual campeona— en la tanda de penaltis. La popularidad de la canción ha trascendido más allá de esa cita, pues suele usarse en Inglaterra por medios y aficionados cada vez que hay una importante competición internacional. En términos generales, Three Lions está considerada como uno de los temas musicales más icónicos que estén relacionadas con el fútbol.
Tanto la versión de 1996 como la de 1998 alcanzaron el primer puesto de las listas británicas, lo que convierte a Three Lions en una de las tres canciones —junto con Mambo No. 5 y Do They Know It's Christmas?— que han sido número uno en Reino Unido con dos letras distintas.

## Lista de canciones

### Three Lions
| Sencillo de promoción |                                   |          |  |
| N.º                   | Título                            | Duración |  |
| 1.                    | «Three Lions»                     | 3:45     |  |
| 2.                    | «Three Lions» (versión extendida) | 6:14     |  |
| 3.                    | «Three Lions» (karaoke)           | 3:45     |  |

### Three Lions '98
| Sencillo de promoción |                                  |          |  |
| N.º                   | Título                           | Duración |  |
| 1.                    | «Three Lions '98»                | 3:58     |  |
| 2.                    | «Tout Est Possible»              | 3:21     |  |
| 3.                    | «Three Lions» (versión original) | 3:45     |  |
| 4.                    | «Three Lions» (karaoke)          | 3:44     |  |

### Three Lions 2010
| Sencillo de promoción |                                       |          |  |
| N.º                   | Título                                | Duración |  |
| 1.                    | «Three Lions 2010»                    | 4:17     |  |
| 2.                    | «Three Lions 2010» (versión con coro) | 4:17     |  |